# Bianca Sierra
Bianca Elissa Sierra García (* 25. Juni 1992 in Livermore, Kalifornien) ist eine mexikanisch-US-amerikanische Fußballspielerin.

## Karriere

### Verein
Sierra spielte von 2010 bis 2013 während ihres Studiums an der Auburn University für das dortige Hochschulteam der Auburn Tigers. Im Januar 2014 nahm sie am College-Draft der NWSL teil, wurde jedoch zunächst von keinem Team verpflichtet. Stattdessen nahm Sierra an einem Probetraining der Washington Spirit teil und wurde von diesen kurz vor Saisonbeginn unter Vertrag genommen. Ihr Ligadebüt gab sie am 13. April 2014 im Heimspiel gegen die Western New York Flash. Im Juni wechselte Sierra im Tausch für Lisa De Vanna zum Ligakonkurrenten Boston Breakers. In der Saison 2015 absolvierte sie, wie alle vom mexikanischen Fußballverband abgestellten Spielerinnen, keine Partie in der NWSL und verließ Boston zum Saisonende.
Zur Saison 2016 wechselte Sierra zum norwegischen Erstligisten Arna-Bjørnar.

### Nationalmannschaft
Sierra lief von 2009 bis 2012 für die mexikanische U-20-Nationalmannschaft auf und nahm mit dieser unter anderem an den U-20-Weltmeisterschaften 2010 und 2012 teil, wo sie jeweils in den drei Gruppenspielen und den verlorenen Viertelfinalspielen eingesetzt wurde. Am 8. Mai 2010 debütierte sie beim Spiel gegen Japan in der A-Nationalmannschaft Mexikos. Sie wurde aber nicht für die WM 2011 berücksichtigt. 2014 nahm sie mit Mexiko am Vier-Nationen-Turnier in China teil und am CONCACAF Women’s Gold Cup 2014. Sierra wurde in zwei Gruppenspielen, dem verlorenen Halbfinale gegen die USA und im gewonnenen Spiel um Platz 3 eingesetzt, wodurch sich Mexiko als Dritter für die WM 2015 qualifizierte. Sie gehört auch zum Kader der Mexikanerinnen für die WM 2015 in Kanada.

## Privates
Gemeinsam mit der Fußballerin Stephany Mayor hat Sierra seit Oktober 2023 Zwillinge.